# Nowosiółki (Gródek)
Pour les articles homonymes, voir Nowosiółki.
Nowosiółki est un village de Pologne, située dans le gmina de Gródek, dans le powiat de Powiat de Białystok, dans la voïvodie de Podlachie, près de la frontière avec la Biélorussie. Il est situé à 6 kilomètres au nord-est de Milejczyce et à 26 kilomètres au nord-est de Siemiatycze.